# Белая скала (природный парк)
Белая скала (укр. Біла скеля, крымскотат. Aq Qaya, Акъ Къая) — ландшафтный природный парк, расположенный на территории Белогорского района. Площадь — 2256 га. Землепользователь — Министерство экологии и природных ресурсов Республики Крым, Государственное автономное учреждение Республики Крым «Управление особо охраняемыми природными территориями Республики Крым».

## История
Региональный ландшафтный парк был создан Постановлением Верховной Рады Автономной Республики Крым от 21.12.2011 № 643-6/11 «О расширении и упорядочении сети территорий и объектов природно-заповедного фонда местного значения в Автономной Республике Крым».
Является природным парком регионального значения, согласно Распоряжению Совета министров Республики Крым от 5 февраля 2015 года № 69-р Об утверждении Перечня особо охраняемых природных территорий регионального значения Республики Крым.
Постановлением Совета министров Республики Крым от 21.06.2016 № 269 определены режим хозяйственного использования и зонирование территории.

## Описание
Парк создан с целью сохранения в природном состоянии типичных и уникальных природных и историко-культурных комплексов и объектов, а также обеспечения условий для эффективного развития туризма, организованного отдыха и рекреационной инфраструктуры в природных условиях с соблюдением режима охраны заповедных природных комплексов и объектов, содействия экологическому образованию и воспитанию населения.
Расположен на Внутренней гряде Крымских гор в верховьях реки Биюк-Карасу, что на территории Вишенского (1755 га), Васильевского (326 га) и Мичуринского (175 га) сельских поселений за границами населённых пунктов. Парк находится между сёлами Белая скала, Вишенное, Мироновка и Васильевка, в 6-10 км к северу от города Белогорск. Территория парка разделена на два участка долиной реки Биюк-Карасу, где расположены с/х угодья и автодорога Т0112 (Белогорск—Нижнегорский). В границах парка расположен памятник природы Гора Ак-Кая.
Парк имеет функциональное зонирование: природоохранная, регулируемой рекреации, историко-культурных комплексов и объектов, агрохозяйственная зоны.
Ближайший населённый пункт — село Белая Скала, город — Белогорск.

## Природа
Территория имеет важное историко-археологическое значение. На территории парка расположены более 50 объектов культурного наследия национального и местного значения. Заповедные территории приурочены, главным образом, к скальными выходам известняковых горных пород и пологонаклонному плато Внутренней куэсты, где сохранилась естественная степная растительность.